# Arminiheringia
Arminiheringia is een uitgestorven buideldierachtige behorend tot de familie Proborhyaenidae van de Sparassodonta. Het was een carnivoor die tijdens het Eoceen in Zuid-Amerika leefde. 

## Fossiele vondsten
Fossielen van Arminiheringia zijn gevonden in de Sarmiento-formatie in de Argentijnse provincies Chubut en de afzettingen waarin de vondsten zijn gedaan dateren uit de South American Land Mammal Age Barrancan, 42 tot 28 miljoen jaar geleden.

## Kenmerken
Arminiheringia was een beerachtig dier van ongeveer 180 cm lang met een relatief grote kop, een robuuste bouw en lange onderste hoektanden. Vermoedelijke prooidieren waren gordeldierachtigen en hoefdieren zoals Thomashuxleya.